# AAA sin límite en el tiempo
AAA, la película: Sin límite en el tiempo (también titulada: AAA: La película) es una película de animación mexicana de comedia y acción deportiva de 2010 dirigida por Alberto "Chino" Rodríguez, escrita por David Hernández Miranda y producida por Promociones Antonio Peña (PAP) en asociación con Ánima Estudios, con animación aportada por Boulder Media de Irlanda. Se trata de una ficcionalización de Lucha Libre AAA Worldwide, una organización de lucha libre profesional de tipo mexicana. Es la segunda película animada mexicana dentro del género del cine de luchadores (siendo Los Campeones de la Lucha Libre el primero) —popularizado por cintas de íconos del «pancracio nacional» como El Santo y Blue Demon—. Asimismo, es el cuarto largometraje cinematográfico de Ánima Estudios, el primero de este tipo que el estudio produce por encargo de otra empresa, y el sexto filme del estudio en general.
En la película, La Parka, junto a su hermano menor Yónatan y sus compañeros del bando técnico de AAA, se enfrentan a un enigmático personaje muy vinculado: el Dr. Transistor, quien intenta provocar caos dentro de la liga. Por otro lado, las tensiones entre rudos y técnicos se agravan, especialmente entre La Parka y su acérrimo rival Abismo Negro. El actor de voz Andrés Gutiérrez Coto interpreta a La Parka en calidad de protagonista, mientras que César Árias es el Dr. Transistor, personaje antagónico principal. El resto del reparto principal se compone, entre otros, por Bruno Coronel (como Yónatan), Sergio Gutiérrez Coto, Rolando de Castro, Alejandro Mayén, Anette Ugalde, Salvador Reyes, Jorge Badillo, Manuel Campuzano y Jesús Guzmán. En la cinta se incluyen las participaciones especiales de los luchadores Cibernético, El Zorro, Konnan y El Mesías —todos ellos, siendo los únicos luchadores afiliados a AAA que interpretaron a sus respectivos personajes—, así como de los cronistas deportivos Arturo Rivera y Alfonso Morales como ellos mismos.
AAA, la película: Sin límite en el tiempo se lanzó en cines el 22 de enero de 2010 por Videocine Distribución, con críticas mixtas y una baja recaudación en la taquilla nacional. El filme fue dedicado a la memoria de Abismo Negro, quien murió el 21 de marzo de 2009 —durante la producción de la cinta—. También está dedicada al luchador y promotor luchístico Antonio Peña Herrada, fundador de la AAA, quien falleció el 5 de octubre de 2006.

## Sinopsis
En el mundo de las luchas, el odio entre rudos y técnicos ha existido desde siempre, pero este odio nunca ha salido de los límites del ring. Durante una noche, La Parka le arrebata el campeonato a Abismo Negro; los rencores del rey del martinete resurgen y amenaza con acabar a la AAA, apoyado por Chessman y Cibernético inician su venganza. Con la increíble aparición de un “misterioso” sujeto, antiguo enemigo de la AAA, aumentan dramáticamente los problemas, ya que había un traidor en la AAA. Un psiquiátrico abandonado, cíborgs asesinos, libélulas gigantes, guerreros legendarios y viajes en el tiempo.
La Parka con la ayuda de Octagón, Gronda, Kenzo Suzuki, Mascarita Sagrada, Faby Apache y muchos más, aseguran que la lucha más espectacular jamás vista está por iniciar, pero accidentalmente viajan en el tiempo.

## Reparto
- Andrés Gutiérrez Coto como La Parka, un luchador de AAA correspondiente al bando de los técnicos. Es de personalidad un tanto inmadura e infantil, especialmente con su hermano menor Yonatán, de quien se burla por pedirle que le enseñe técnicas de lucha.
- César Árias como el Dr. Transistor, un científico loco que desarrolla un plan para terminar con AAA. Anteriormente, era empleado de AAA durante la década de 1970, posteriormente cometió un atentado durante una de las funciones estelares de la liga en un acto de traición. Posee un robot gigante que está programado con técnicas de lucha.
- Sergio Gutiérrez Coto como Abismo Negro, luchador que pertenece al bando de los rudos en AAA y es acérrimo rival de La Parka. Aparenta ser una persona malvada, pero en el fondo posee un buen corazón.
- Rolando de Castro como Octagón, luchador técnico de AAA, que además es uno de sus miembros fundadores. Es un hombre sabio y maduro que actúa como la consciencia del grupo, y es respetado tanto por rudos como por técnicos.
- Bruno Coronel como Yonatán, hermano adolescente de La Parka. Constantemente le pide a su hermano que le enseñe alguna llave de lucha libre, pero La Parka nunca se lo toma en serio.
- Alejandro Mayén como Triple Dragón, exluchador técnico de AAA, quien resulta ser Antonio Peña, el fundador de la liga.
- Salvador Reyes como Gronda, luchador técnico de AAA, quien está caracterizado como un demonio de grandes proporciones. Es de personalidad ruda y gruñona, pero al igual que sus compañeros es bueno.
- Jorge Badillo como Charly Manson, luchador rudo de AAA, amigo y secuaz de Abismo Negro. Es un poco tonto, lo que provoca el descontento de Abismo.
- Manuel Campuzano como Chessman, luchador rudo de AAA, amigo y secuaz de Abismo Negro.
  - Campuzano también es la voz de Latin Lover
- Jesús Guzmán como Kenzo Suzuki, luchador técnico de AAA proveniente de Japón. Se caracteriza por hablar en un cómico acento japonés.
- Eduardo Garza como Mascarita Sagrada
- Anette Ugalde como Faby Apache, luchadora técnica de AAA. Es una mujer fuerte y aguerrida.
  - Ugalde también interpreta a Socorrito
- Igor Cruz como El Elegido
- El Zorro como él mismo, luchador rudo de AAA. Es enviado en el tiempo por el Dr. Transistor a la época greco-romana para combatir en el Coliseo.
- Konnan como él mismo
- El Cibernético como él mismo
- Mesías como él mismo
- Luis Alfonso Mendoza como El Brazo, luchador de AAA. Se caracteriza por ser muy cómico.
  - Mendoza también interpreta a Robotito, el secuaz del Dr. Transistor.
- Arturo "el Rudo" Rivera como él mismo
- Alfonso Morales como él mismo

Marina Huerta interpreta a la mamá de Abismo Negro y a un niño. Alberto "Chino" Rodríguez, director de la cinta, y Víctor Vallejo interpretan a los locutores que relatan la lucha estelar de Triple Dragón en la década de 1970 que sucede durante la escena inicial. "El Chino" Rodríguez también interpreta a un tal «hombre misterioso». Carlos del Campo interpreta al casero de un edificio de departamentos, así como al luchador Centurión. Cynthia del Pando interpreta a una mujer llamada Elvira. Hugo Núñez, Leonardo García y Luis Alfonso Padilla interpretan a personajes adicionales.

## Producción
La película fue animada por Ánima Estudios, responsable de películas animadas como El Agente 00-P2, Imaginum, Magos y Gigantes y la serie El Chavo animado, que se transmite por el Canal 5 de Grupo Televisa.
Aunque originalmente se planeó estrenar AAA sin límite en el tiempo en octubre de 2009, la fecha fue aplazada a inicios de 2010.